# 中希腊
中希臘（希臘語：Στερεά Ελλάδα）是希臘的傳統地理區域之一，其範圍包括了希臘本土（不含伯羅奔尼撒）的南部及附近地區。自1987年以來，中希臘在行政區劃上包括了中希臘大區、阿提卡大區以及西希腊大区的埃托利亞-阿卡納尼亞专区。中希臘是希臘人口最多的區域，有約460萬人口。中希臘的面積則有24,818.3平方公里，在希臘各传统区域中排名第二。中希臘也是希臘地勢最高的区域，並擁有希臘最大的一些湖泊。

## 外部連結
- www.stereaellada.gr